# ISO 3166-2:DZ
ISO 3166-2:DZ é a entrada no ISO 3166-2, parte do padrão ISO 3166 publicado pela Organização Internacional para Padronização (ISO), que define códigos para os nomes das principais subdivisões da Argélia (cujo código ISO 3166-1 alfa-2 é DZ).
Atualmente são atribuídos códigos à 48 províncias. Cada código começa com  DZ-, seguido por dois dígitos, cuja atribuição é baseada no seguinte:
- 01–31: províncias criadas em 1974, em árabe por ordem alfabética
- 32–48: províncias criadas em 1983, em árabe por ordem alfabética

## Códigos atuais
Códigos e nomes de subdivisões são listados como no padrão oficial publicdo pela ISO 3166 Maintenance Agency (ISO 3166/MA). Clique no botão do cabeçalho da coluna para classificar cada um.

Mapa da Argélia com cada província marcada com a segunda parte do seu código ISO 3166-2.

| Código | Nome da subdivisão |
| ------ | ------------------ |
| DZ-01  | Adrar              |
| DZ-44  | Aïn Defla          |
| DZ-46  | Aïn Témouchent     |
| DZ-16  | Alger              |
| DZ-23  | Annaba             |
| DZ-05  | Batna              |
| DZ-08  | Béchar             |
| DZ-06  | Béjaïa             |
| DZ-07  | Biskra             |
| DZ-09  | Blida              |
| DZ-34  | Bordj Bou Arréridj |
| DZ-10  | Bouira             |
| DZ-35  | Boumerdès          |
| DZ-02  | Chlef              |
| DZ-25  | Constantine        |
| DZ-17  | Djelfa             |
| DZ-32  | El Bayadh          |
| DZ-39  | El Oued            |
| DZ-36  | El Tarf            |
| DZ-47  | Ghardaïa           |
| DZ-24  | Guelma             |
| DZ-33  | Illizi             |
| DZ-18  | Jijel              |
| DZ-40  | Khenchela          |
| DZ-03  | Laghouat           |
| DZ-29  | Mascara            |
| DZ-26  | Médéa              |
| DZ-43  | Mila               |
| DZ-27  | Mostaganem         |
| DZ-28  | Msila              |
| DZ-45  | Naama              |
| DZ-31  | Oran               |
| DZ-30  | Ouargla            |
| DZ-04  | Oum el Bouaghi     |
| DZ-48  | Relizane           |
| DZ-20  | Saïda              |
| DZ-19  | Sétif              |
| DZ-22  | Sidi Bel Abbès     |
| DZ-21  | Skikda             |
| DZ-41  | Souk Ahras         |
| DZ-11  | Tamanghasset       |
| DZ-12  | Tébessa            |
| DZ-14  | Tiaret             |
| DZ-37  | Tindouf            |
| DZ-42  | Tipaza             |
| DZ-38  | Tissemsilt         |
| DZ-15  | Tizi Ouzou         |
| DZ-13  | Tremecém           |